# Pulseman
Pulseman (яп. パルスマン Парусуман) — игра-платформер 1994 года, разработанная Game Freak и изданная Sega для игровой системы Sega Mega Drive. В Северной Америке игра появилась в 1995 году и распространялась через сервис Sega Channel. В 2007 и 2009 годах игра была перевыпущена в Virtual Console для Wii, а в 2023 году была включена в Nintendo Switch Online + Expansion Pack.

## Сюжет
В 1999 году известный учёный и компьютерный инженер Док Ёсияма (англ. Doc Yoshiyama, яп. 好山博士 Ёсияма хакасэ) преуспел в создании самого продвинутого Искусственного Интеллекта в мире. Он назвал своё творение C-Life и смог дать ей сознание, мышление и чувства. Однако, вскоре он влюбился в эту искусственную девушку и захотел быть ближе с ней, для чего он оцифровал и загрузил себя в ядро компьютера, где они «занялись любовью», совместив человеческое ДНК и программное ядро. В результате родился мальчик, представляющий собой наполовину человека и наполовину C-Life, прозванный Пульсменом. Благодаря своей гибридной натуре, Пульсмен может свободно перемещаться между реальным и виртуальным мирами, также он может пропускать через своё тело электричество, используя это как оружие, так и для быстрого перемещения благодаря способности Volteccer.
К сожалению, долгое пребывания в компьютерном мире вскрутило сознание Дока Ёсиямы, извратив его идеи и тело, превратив его в злобного Дока Варуяму (англ. Doc Waruyama, яп. ドク・ワルヤマ Доку Варуяма). Используя систему, позволяющую сущностям C-Life проявляться в человеческом мире, известную как EUREKA, Док Варуяма основывает галактическую банду (англ. Galaxy Gang) и поднимает новую волну кибертерроризма по всему миру. Пульсмен должен сразиться со своим отцом и покончить с его бандой ради спасения свободного мира.

## Игровой процесс

Скриншот из игры. Пульсмен сражается с Доком Варуямой.

Игра является классическим платформером с боковой прокруткой, немного напоминая серии игр Mega Man и Sonic the Hedgehog. Игрок должен проходить уровни, происходящие как в человеческом мире в разных странах, так и внутри компьютера. На каждом уровне нужно преодолевать различные препятствия и сражаться с врагами, а в конце предстоит битва с боссом. Всего в игре 7 уровней, порядок прохождения которых можно выбирать, но изначально доступно лишь 3 уровня, после прохождения которых откроется ещё 3, а затем и финальный.
Пульсмен может бежать налево или направо, прыгать и драться. Если герой непрерывно бежит в одну сторону в течение нескольких секунд, то он ускорится и наэлектризуется, что позволит ему стрелять электрическим снарядом и применять способность Volteccer — превращение в электрический шар, который полетит по диагонали, меняя направление при столкновении с поверхностями. Пульсмен также может наэлектризоваться от рывка, получающегося двойным нажатием по левому или правому направлению на крестовине.
Пульсмен может выдержать 3 удара, после чего теряет 1 жизнь. При потере всех жизней игра оканчивается, но есть несколько дополнительных попыток. В игре также встречаются предметы, дающие дополнительные жизни и восстанавливающие здоровье.

## Разработка
При первоначальном анонсе игра называлась Spark.
До разработки Pulseman студия Game Freak разработала и выпустила на Mega Drive игру по мотивам манги Magical Taluluto, получившую положительные отзывы. Это заставило их задуматься о разработке оригинальной игры для этой же платформы, которой в итоге и стал Pulseman.
Разрабатывая персонажа игры, авторы вдохновлялись самой популярной игрой на Mega Drive — Sonic The Hedgehog, пытаясь создать героя, который был бы круче Соника. Концепт Пульсмена появился из мысли: «если Соник может двигаться со скоростью звука, то Пульсмен будет двигаться со скоростью света!». Цвет Пульсмена был выбран красным, как противоположность синему Сонику. Способность Volteccer и перемещение по проводам были придуманы в ответ на бег Соника по мёртвым петлям. Кэн Сугимори позже назвал такие идеи «юношеской опрометчивостью». Стилистика игры создавалась как представление о футуристическом мире, где компьютерные технологии распространились повсюду.
Большая часть команды, работавшей над Pulseman, позже работала над серией игр Pokémon, включая Сугимори, дизайнера Сатоси Тадзири, художника Ацуко Нисида и композитора Дзюнъити Масуда. В некоторых обзорах отмечали, что внешний вид и способности покемона Ротома были вдохновлены Пульсменом.

### Выпуск
Выпуск игры в Японии состоялся 22 июля 1994 года, североамериканская версия стала доступна через Sega Channel в 1995 году. Позже игра была переиздана для Wii в Virtual Console сначала в Японии в 2007 году, затем в Европе и Северной Америке в 2009 году. 18 апреля 2023 года Pulseman появилась как часть библиотеки Sega Genesis в подписочном сервисе Nintendo Switch Online в расширении Expansion Pack.

## Отзывы
| Иноязычные издания | Иноязычные издания |
| Издание            | Оценка             |
| ------------------ | ------------------ |
| Eurogamer          | 7/10               |
| Famitsu            | 24/40              |
| IGN                | 8/10               |
| Nintendo Life      | 8/10               |
| Super GamePower    | 3,5/5              |
| CVG                | 71/100             |
| Mega Fun           | 69 %               |

После выхода Famitsu дал игре оценку 24/40. Бразильский журнал Super GamePower оценил игру на 3,5 из 5, итальянское издание Computer+Videogiochi (CVG) оценило в 71/100, немецкий журнал Mega Fun — на 69/100 баллов.
Когда игра появилась в Virtual Console, она получила положительные отзывы от многих изданий. IGN оценил версию игры для Virtual Console в 8,0 баллов из 10, вследствие присудив награду IGN’s Editor’s choice. В обзоре автор похвалил графику, назвав игру «одним из самых чистых, чётких и привлекательных платформеров Genesis», и отметив, что игра «не просто весёлая, а ошеломляющая». EuroGamer оценил игру на 7/10, Nintendo Life — на 8 из 10.